# Adult Swim
Adult Swim (Эдалт свим, [adult swim] в соответствии с логотипом) — блок на телеканале Cartoon Network, работающий с 20:00 до 5:00 по тихоокеанскому/восточному времени и транслирующий мультсериалы и live-action шоу для взрослых. По субботам, в рамках отдельного блока, также показываются некоторые аниме-сериалы.
«Adult Swim» (дословно «купание для взрослых») означает время, устанавливаемое в общественном бассейне, в течение которого запрещается купаться лицам моложе 18 лет, и он переходит в полное распоряжение взрослых. Название намекает на то, что содержание блока не предназначено для детей.
В России блок был представлен телеканалом 2x2 в 2007—2023 годах, как сеткой полуночного вещания в 00:05, так и общим оформлением.
Основной рейтинг по версии Рекомендаций для родителей на телевидении США — TV-PG TV-14 и TV-MA (некоторые сериалы со сценами могут быть неподходящими до 14 лет, а некоторые сериалы рейтинга TV-MA, не предназначены для детей до 17. Ограничения могут быть как строже, так и наоборот)

## История
Блок [adult swim] вырос из попыток Cartoon Network вещать более подходящий контент для аудитории, которая смотрит телеканал после 11 вечера. Популярность аналогичного экспериментального блока «Midnight Run» на телеканале Toonami, которым также владеет Turner Broadcasting System, сподвигла создать [adult swim] на Cartoon Network, что и было сделано под руководством Майка Лаццо, который и поныне является руководителем [adult swim].
Первым мультсериалом, показанном в блоке, является режиссерская версия пилотного выпуска мультсериала Домашнее видео, показанная 2 сентября 2001 года.
Первым аниме-сериалом, показанном в блоке, является Cowboy Bebop, также 2 сентября 2001 года.

## Стилистика
В блоке [adult swim] предприняты нестандартные для телеканала идеи, такие как публикация писем телезрителей в эфире и ответ на них (так называемые Viewer Cards). Ранее письма телезрителей публиковались только один раз в неделю по четвергам на протяжении всего вещания, теперь же письма публикуются в перерывах в любой день недели.
Перед рекламной паузой, а также после неё, показываются так называемые бампы (bumps) — короткие вставки, состоящие из белого текста на черном фоне.
В основном цветовая гамма блока состоит из черного и белого цветов. Раньше[когда?] письма телезрителей публиковались на белом фоне черными буквами, а ответ — белыми буквами на черном фоне, теперь[когда?] все вставки делаются в одном варианте — белый шрифт, черный фон. Для текста используется шрифт Helvetica Neue Black Condensed.

## Программы
Сетка вещания делится на две части: c 22:00 до 02:00 показываются стандартные передачи, с 02:00 до 06:00 (окончание эфира) идёт повтор уже показанного ранее. Премьерные серии обычно показываются в воскресенье, аниме-сериалы показываются по субботам.
Основную часть сетки составляют собственные сериалы, однако некоторые передачи были приобретены у FOX (Американский папаша, Гриффины), причем при показе на [adult swim] серии идут с меньшим количеством цензуры, нежели на FOX. В 2003 году на [adult swim] была показана 22-я серия 3-го сезона Гриффинов When You Wish Upon a Weinstein, запрещенная к показу на FOX.
Некоторые сериалы, купленные у Warner Brothers и впоследствии закрытые, были возобновлены по заказу [adult swim] (Детская больница, анонсировано возобновление производства Облонгов).
В отличие от других телевизионных сетей, [adult swim] всегда оставляет открытой «дверь» для авторов закрытых сериалов. Один из популярнейших мультсериалов [adult swim] — Космический призрак не раз покидал эфир, но вновь возвращался.
Список сериалов, когда-либо показанных в блоке [adult swim]:

### Сериалы собственного производства
| Название                                    | Перевод                                  | Число сезонов | Годы производства         | Рейтинг в США      | Рейтинг в России | Статус       |
| ------------------------------------------- | ---------------------------------------- | ------------- | ------------------------- | ------------------ | ---------------- | ------------ |
| ATHF (Команда Фастфуд)                      | ATHF                                     | 11            | 2000—2015                 | TV-MA              | 18+ (16+)        | завершён     |
| Аполло Гонлет                               | Apollo Gauntlet                          | 1             | 2017                      | TV-14 LV           | 18+              | завершён     |
| Братья Вентура                              | The Venture Bros.                        | 7             | 2003 — 2018               | TV-MA              | 16+ (18+)        | закрыт       |
| Вне эфира                                   | Off The Air                              | 12            | 2011 — н.в.               | TV-MA V            | 16+              | Производится |
| Гетто                                       | The Boondocks                            | 4             | 2005—2014                 | TV-MA V            | 16+              | завершён     |
| Домашнее видео                              | Home Movies                              | 4             | 1999—2004                 | TV-PG DLS          | 16+              | завершён     |
| Дрожащая правда                             | The Shivering Truth                      | 2             | 2018 — н. в.              | TV-MA              | 18+              | производится |
| Дэцкая больница                             | Childrens Hospital                       | 7             | 2008—2016                 | TV-MA              | 18+              | завершён     |
| Жаркие улочки                               | Hot Streets                              | 2             | 2018—2019                 | TV-14 LV           | 18+              | завершён     |
| Зацените! c доктором Стивом Брюле           | Check It Out! with Dr. Steve Brule       | 4             | 2010 — н. в.              | TV-MA              | -                | производится |
| Идеальная причёска навсегда                 | Perfect Hair Forever                     | 3             | 2004—2014                 | TV-MA              | 16+              | завершён     |
| Китай, Иллинойс                             | China, IL                                | 3             | 2008, 2011—2015           | TV-14 DLSV         | 18+              | завершён     |
| Космический призрак                         | Space Ghost: Coast to Coast              | 12            | 1994—2008                 | TV-PG              | 16+              | завершён     |
| Лазерный волк                               | Lazor Wulf                               | 2             | 2019—2021                 | TV-14 DL           | 18+              | завершён     |
| Люси, дочь дьявола                          | Lucy, The Daughter of the Devil          | 1             | 2005—2007                 | TV-MA              | -                | завершён     |
| Мастера мяча: 9009 (Повелители мяча: 9009)  | Ballmastrz 9009                          | 2             | 2018 — н. в.              | TV-14 DLV          | 18+              | производится |
| Металлопокалипсис                           | Metalocalypse                            | 4             | 2006—2012                 | TV-MA V            | 18+              | завершён     |
| Мистер Пиклз                                | Mr. Pickles                              | 4             | 2013—2019                 | TV-MA SV           | 18+              | завершён     |
| Моральный Орел                              | Moral Orel                               | 3             | 2005—2008                 | TV-MA              | -                | завершён     |
| МорЛаб 2021                                 | Sealab 2021                              | 5             | 2000—2005                 | TV-14 DLS          | 18+              | завершён     |
| Облонги                                     | The Oblongs                              | 1             | 2001                      | TV-14              | 16+              | завершён     |
| Осьминоги                                   | Squidbillies                             | 11            | 2005 — н. в.              | TV-MA              | 18+              | производится |
| Пол-литровая мышь                           | 12 oz. Mouse                             | 3             | 2005—2007, 2018, 2020     | TV-MA              | 18+              | возобновлён  |
| Портал доктора Франкенштейна                | Mary Shelley’s Frankenhole               | 2             | 2010—2017                 | TV-MA              | -                | завершён     |
| Рик и Морти                                 | Rick and Morty                           | 8             | 2013 — н. в.              | TV-14 DLSV (TV-MA) | 18+              | производится |
| Робоцып                                     | Robot Chicken                            | 10            | 2005 — н. в.              | TV-MA L            | 16+ (18+)        | производится |
| Самурай Джек (5 сезон)                      | Samurai Jack                             | 5             | 2001—2004 (1—4), 2017 (5) | TV-14 V (5 сезон)  | 12+              | завершён     |
| «Склопио Пипио» Брэда Нили                  | Brad Neely’s Harg Nallin' Sclopio Peepio | 1             | 2016                      | TV-14 DLSV         | 18+              | завершён     |
| Строкер и Хуп                               | Stroker and Hoop                         | 1             | 2004—2005                 | TV-MA              | 16+              | завершён     |
| Супертюрьма! (Тюряга)                       | Superjail                                | 4             | 2007—2014                 | TV-MA V            | 18+              | завершён     |
| Телемагазин Adult Swim                      | Infomercials                             | -             | 2009 — н. в.              | TV-14 LV           | 18+              | производится |
| Тигтон                                      | Tigtone                                  | 2             | 2019—2020                 | TV-14              | 18+              | завершён     |
| Тим и Эрик: Прекрасное шоу, хорошая работа! | Tim and Eric Awesome Show, Great Job!    | 5             | 2007—2010                 | TV-MA              | -                | завершён     |
| Том идет к мэру                             | Tom Goes to the Mayor                    | 2             | 2004—2006                 | TV-MA              | 16+              | завершён     |
| Фриски Динго                                | Frisky Dingo                             | 2             | 2006—2008                 | TV-MA V            | 18+              | завершён     |
| Харви Бёрдман                               | Harvey Birdman, Attorney at Law          | 4             | 2000—2007                 | TV-14 DLV          | 18+              | завершён     |
| Шоу Брака                                   | The Brak Show                            | 3             | 2000—2003                 | TV-14              | 16+ (18+)        | завершён     |
| Шоу Эрика Андре                             | The Eric Andre Show                      | 4             | 2012 — н. в.              | TV-MA              | 18+              | производится |

### Сериалы, показывавшиеся по приобретенным правам
| Название             | Перевод          | Число сезонов | Годы производства | Куплено у | Рейтинг в США | Рейтинг в России            | Статус       |
| -------------------- | ---------------- | ------------- | ----------------- | --------- | ------------- | --------------------------- | ------------ |
| Американский папаша! | American Dad!    | 17            | 2005 — н. в.      | FOX       | TV-14 DLSV    | 16+ (некоторые серии — 18+) | производится |
| Гриффины             | Family Guy       | 18            | 1999 — н. в       | FOX       | TV-14 DLSV    | 16+ (некоторые серии — 18+) | производится |
| Футурама             | Futurama         | 7             | 1999— н. в.       | FOX       | TV-14         | 16+                         | завершён     |
| Царь горы            | King of the Hill | 13            | 1997—2010         | FOX       | TV-PG         | 16+                         | завершён     |

— «Кунг-фу вперед!» (Kong Foo Well, работал с 1987 по 1990-е, до 2005 перестали транслировать — ни на каких каналах она никогда не показывалась)

#### Аниме-сериалы
- «Акварион» (Aquarion) (2005)
- «Ковбой Бибоп» (Cowboy Bebop) (1998—1999)
- «Призрак в доспехах: Синдром одиночки» (Ghost in the Shell: Stand Alone Complex) (2002—2005)
- «Тетрадь смерти» (Death Note) (2006—2007)
- «Кровь+» (Blood+) (2005—2006)
- «Охотник x Охотник» (Hunter x Hunter) (2016—2019)
- «Ниндзя Камуи» (Ninja Kamui) (2024)